# Quarr Abbey
Quarr Abbey ist eine Benediktinerabtei und ein ehemaliges Zisterzienserkloster in England. Die Abtei gehört heute zur Kongregation von Solesmes.

## Lage
Das Kloster liegt in Quarr auf der Nordseite der Insel Wight rund 3 km westlich von Ryde und 400 m nördlich der Straße nach Newport im Parish Fishbourne.

## Geschichte

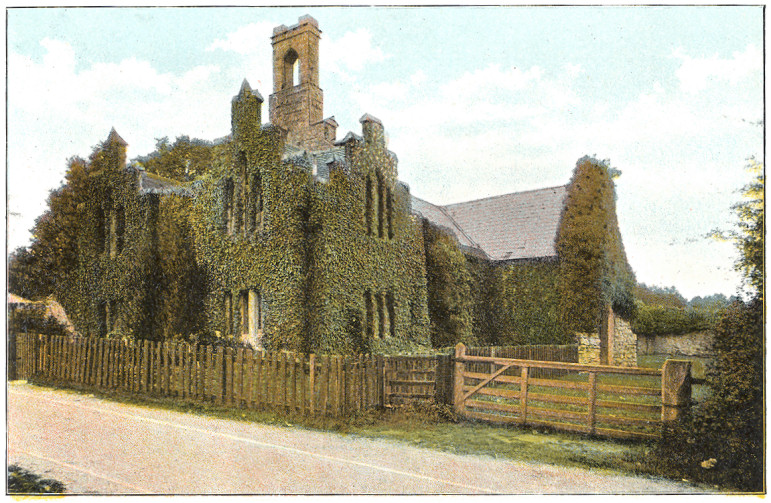
Ansicht um 1910

Im Jahr 1131 stiftete Baldwin de Redvers, der Graf von Devon, das Kloster, das 1132 unter Abt Gervase besiedelt wurde. Es gehörte der Kongregation des Klosters Savigny an und schloss sich mit dieser Kongregation im Jahr 1147 dem Zisterzienserorden, und zwar der Filiation der Primarabtei Clairvaux, an. Es errichtete 1151 das Tochterkloster Stanley Abbey und 1278 das weitere Tochterkloster Buckland Abbey. Der Name des Klosters leitet sich von dem Begriff quarry (Steinbruch) ab. Auf Grund ihrer küstennahen Lage hatte die Abtei mit Seeräubern zu kämpfen. Quarr Abbey stritt sich mit der französischen Abtei in La Vieille-Lyre im späten 13. Jahrhundert um den Kirchen- und Landbesitz von St George. 1365 wurde eine steinerne Befestigungsanlage errichtet. 1535 wurde das jährliche Nettoeinkommen im Valor Ecclesiasticus auf 134 Pfund geschätzt. Das Kloster, das niemals zu Reichtum gelangte, wurde 1536 von der Krone mit den kleineren Klöstern eingezogen und anschließend von einem Kaufmann aus Southampton, John Mills, erworben, der es schnell weitgehend abbrechen ließ. Das Abbruchmaterial wurde zur Befestigung der nahegelegenen Städte Cowes und Yarmouth sowie zum Bau von Quarr Abbey House verwendet.
Das französische Gesetz vom 1. Juli 1901, das die Kongregationen der staatliche Kontrolle unterwarf und deren Tätigkeit beschränkte, trieb die Mönche der Benediktinerabtei Solesmes im Département Sarthe in Frankreich ins Exil. Noch im selben Jahr 1901 übersiedelte nahezu der gesamte Konvent nach Appuldurcombe House auf der Insel Wight. 1907 wurde Quarr Abbey House erworben und die Benediktiner zogen dorthin um. Der Umbau war 1912 vollendet. 1922 zog die Gemeinschaft nach Solesmes zurück, jedoch verblieb eine kleinere Gemeinschaft in Quarr, das zunächst ein Priorat war und 1937 zur Abtei erhoben wurde, die inzwischen ganz von englischen Mönchen besetzt ist.

## Anlage und Bauten
Von der alten Abtei haben sich nur geringe Reste erhalten. Der Konversenflügel der Klausur im Westen wurde in eine Scheune umgewandelt (jetzt Teil von Old Abbey Farm). Einige weitere Mauerreste haben sich erhalten, darunter Reste der Küche. Ausgrabungen aus dem Jahr 1891 lassen den Plan des Klosters erkennen (Kirche in Form eines lateinischen Kreuzes im Süden mit Rechteckchor, Querhaus mit je drei Seitenkapellen an der Ostseite, regelmäßige Klausur im Norden (links) von der Kirche, Refektorium im Norden, an der Ostseite drei weitere Höfe). Durch die ehemalige Kirche führt ein öffentlicher Weg. Eine der Glocken der Abtei befindet sich in der Nähe in der Kirche von Binstead.